# Antonio Pedro Sancho Dávila y Osorio
Antonio Pedro Sancho Dávila y Osorio (1615 – Madrid, 27 febbraio 1689) è stato un nobile spagnolo.

## Biografia
Figlio primogenito del III marchese di Velada, Antonio Sancho Dávila y Toledo Colonna, militare e uomo di stato al servizio di Filippo IV e di Constanza Osorio, figlia di Pedro Álvarez Osorio, marchese di Astorga. Fu X marchese d Astorga, IV di Velada e III di San Román, IX conte di Trastámara e X di Santa Marta, signore della Casa di Villalobos e due volte Grande di Spagna.
Fu gentiluomo di camera di Filippo IV e Carlo II; fu inoltre comandante delle forze spagnole durante la sollevazione della Catalogna e governatore delle piazze nordafricane di Orano e Mazalquivir (1652-1660). Nel 1662 fu nominato viceré di Navarra e nel 1664 viceré di Valencia. Nel 1667 fu nominato ambasciatore della Spagna presso la Santa Sede ed in tale veste influenzò i conclavi del 1667 e del 1669-1670. In virtù dei risultati positivi ottenuti venne ricompensato con l'ingresso nel Consejo de Estado (incarico che tuttavia assunse concretamente solo cinque anni dopo) e con la nomina a viceré di Napoli, che ricoprì tra il 1672 ed il 1675. Al termine di tale incarico, rientrato in Spagna, iniziò a svolgere le sue mansioni di consigliere di stato e maggiordomo maggiore della regina Maria Luisa di Orleans. Mantenne l'incarico di maggiordomo maggiore della regina sino alla morte di quest'ultima, avvenuta il 12 febbraio 1689. Egli stesso morì poco dopo, il 27 febbraio.

### Matrimonio e discendenza
Si sposò in prime nozze con Juana María de Velasco y Osorio, marchesa di Salinas de Río Pisuerga; in seconde nozze con Ana María de Guzmán y Silva, contessa di Saltés; in terze nozze con María Pimentel, figlia di Juan Francisco Pimentel, VII duca di Benavente; non ebbe eredi e perciò alla sua morte i suoi titoli nobiliari passarono a sua sorella Ana, unica sopravvissuta dei suoi fratelli.